# Galerie La Femme

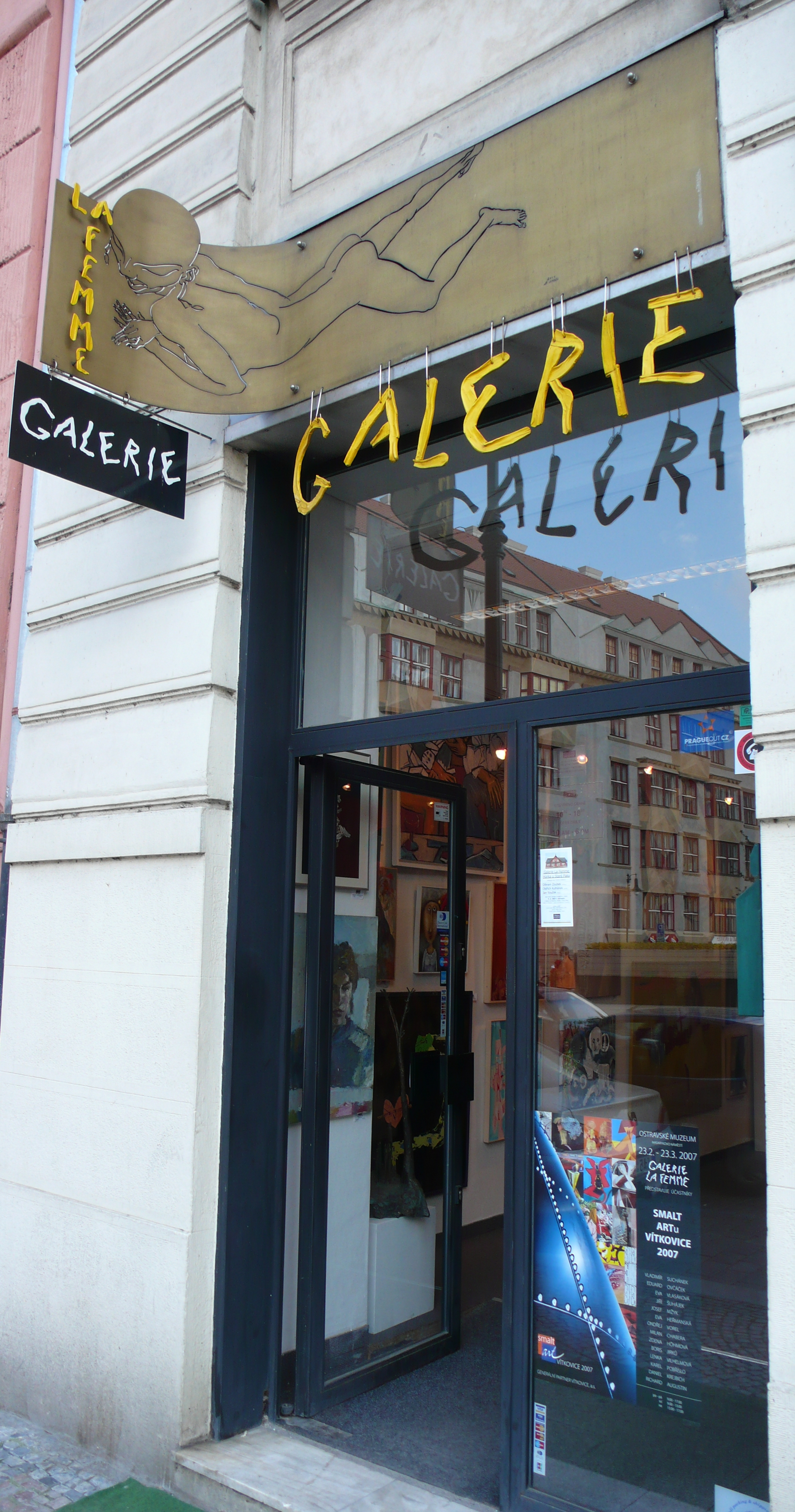
Pohled na Galerii La Femme v Bílkově ulici

Galerie La Femme je galerie současného umění v Praze, která prezentuje díla českých a slovenských umělců.

## Historie
Galerie La Femme byla otevřena v roce 2000 na Starém Městě naproti Hotelu Intercontinental. Galerie díla nejen vystavuje, ale sama se spolupodílí na vzniku některých z nich. Vybraným umělcům pravidelně zadává takzvané Domácí úkoly. Osloveno je vždy okolo šedesáti umělců, kteří tvoří díla na společné téma. Domácí úkoly pro Galerii La Femme tvoří známí autoři jako třeba Jiří Anderle, Michael Rittstein, Miroslav Jiránek, Jiří Slíva, Boris Jirků a mnoho dalších. Za dobu trvání galerie vzniklo na třicet těchto zadání, při kterých byly vytvořeny stovky děl.
Mezi nejúspěšnější náměty ze série Domácích úkolů patří Pocta Bohumilu Hrabalovi, kterou Galerie La Femme vyhlásila u příležitosti stého výročí narození spisovatele. V roce 2014 La Femme uspořádala velkou výstavu na Staroměstské radnici, odkud se pak přehlídka přesunula do Českého centra v Budapešti, dále do Tatabánye, do slovenské Prievidze a také do Pražského domu v Bruselu. Poté ji diváci mohli navštívit v několika českých městech.
Galerie La Femme čítá ve své databázi přes tři sta výtvarníků, většinou současných českých a slovenských autorů jako je J. Velčovský, J. Mžyk, Vl. Suchánek, E. Mansfeldová, Tyleček, I. Kitzberger, J. Hladík, R. Brichcín, J. Tichý, J. Achrer, Fr. Hodonský, Vl. Brunton, M. Chabera, R. Pauch, J. Šuhájek, M. Jiránek, B. Eliáš, R. Kočí, Z. Tománek, P. Nižňanský, J. Samek a mnoho dalších.

## Projekt Domácí úkoly
2003 Malá pocta jedné fotografii  Archivováno 20. 9. 2020 na Wayback Machine.
- Snídaně v trávě  Archivováno 20. 9. 2020 na Wayback Machine.
- Malá pocta velké Edith  Archivováno 20. 9. 2020 na Wayback Machine.

2004 Venuše  Archivováno 20. 9. 2020 na Wayback Machine.
- Žena a automobil  Archivováno 25. 9. 2020 na Wayback Machine.

2005 Mona Lisa  Archivováno 20. 9. 2020 na Wayback Machine.
- Žena, víno, zpěv  Archivováno 20. 9. 2020 na Wayback Machine.

2006 Vyhnání z ráje  Archivováno 20. 9. 2020 na Wayback Machine.
- S vodou mě baví svět  Archivováno 20. 9. 2020 na Wayback Machine.

2007 Avignonské slečny  Archivováno 20. 9. 2020 na Wayback Machine.
- Autoportrét  Archivováno 20. 9. 2020 na Wayback Machine.

2008 Žena v zajetí techniky  Archivováno 20. 9. 2020 na Wayback Machine.
- Srdeční záležitost  Archivováno 20. 9. 2020 na Wayback Machine.

2009 Žena v pohybu  Archivováno 20. 9. 2020 na Wayback Machine.
- Žena a zvíře  Archivováno 20. 9. 2020 na Wayback Machine.

2010 Cherchez La Femme aneb X. výročí Galerie La Femme  Archivováno 20. 9. 2020 na Wayback Machine.
2011 Žena a architektura  Archivováno 20. 9. 2020 na Wayback Machine.
2012 Z jeviště  Archivováno 20. 9. 2020 na Wayback Machine.
- Český advent  Archivováno 20. 9. 2020 na Wayback Machine.

2013 Žena a móda  Archivováno 20. 9. 2020 na Wayback Machine.
2014 Pocta Bohumilu Hrabalovi [nedostupný zdroj]
2015 Zimní sporty  Archivováno 20. 9. 2020 na Wayback Machine.
2016 Čtyři živly  Archivováno 18. 9. 2020 na Wayback Machine.
- Zvíře  Archivováno 27. 10. 2020 na Wayback Machine.

2017 Dolce Vita  Archivováno 20. 9. 2020 na Wayback Machine.
- První republika  Archivováno 20. 9. 2020 na Wayback Machine.

2019 Hudba v obrazech  Archivováno 20. 9. 2020 na Wayback Machine.
2020 Pokus o životní dílo  Archivováno 20. 9. 2020 na Wayback Machine.
- Pocta Evě Mansfeldové  Archivováno 26. 9. 2020 na Wayback Machine.
- Obrazy z karantény  Archivováno 27. 10. 2020 na Wayback Machine.

## Mezinárodní projekty - sympozia Galerie La Femme
Galerie La Femme zorganizovala na dvacet mezinárodních uměleckých sympozií, na kterých prezentovala významné české umělce.
2003 České umění pro brazilské Lidice  Archivováno 1. 3. 2021 na Wayback Machine.
2004 České umění v Kanadě, Kanadské umění v Čechách [nedostupný zdroj]
2005 České umění pro brazilské Lidice [nedostupný zdroj]
2006 Jižní Francie očima českých výtvarníků  Archivováno 1. 3. 2021 na Wayback Machine.
2007 Jižní Francie očima českých výtvarníků [nedostupný zdroj]
2008 České umění v Andalusii [nedostupný zdroj]
2010 III. setkání českých a slovenských výtvarníků v Languedoc-Roussillon [nedostupný zdroj]
České umění v Ekvádoru a na Galapágách  Archivováno 17. 5. 2022 na Wayback Machine.
2011 Pěkné setkání v Pěkné [nedostupný zdroj]
2012 Bretaň - Dáma dvou tváří  Archivováno 1. 3. 2021 na Wayback Machine.
2013 Praha - Villars - Konstanz - Tábor  Archivováno 1. 3. 2021 na Wayback Machine.
2014 Výtvarné sympozium na Sicílii  Archivováno 1. 3. 2021 na Wayback Machine.
2015 Sympozium v Plzeňském Prazdroji  Archivováno 1. 3. 2021 na Wayback Machine.
- Výtvarné sympozium v pivovaru Lobeč [nedostupný zdroj]

2016 Výtvarné sympozium v Provence  Archivováno 1. 3. 2021 na Wayback Machine.
- Sympozium v Karlových Varech [nedostupný zdroj]

2017 Výtvarné sympozium v Lehnicích (SK)  Archivováno 1. 3. 2021 na Wayback Machine.
2019 Holubník  Archivováno 1. 3. 2021 na Wayback Machine.